# Mady Touré (football, 1958)
Pour les articles homonymes, voir Touré.
Ne doit pas être confondu avec Mady Touré.
Mady Touré, né le 31 janvier 1958, est un footballeur guinéen évoluant au poste d'attaquant. Son fils, Larsen Touré, est lui aussi un footballeur professionnel.

## Biographie
Il joue la saison 1981-1982 de deuxième division française sous les couleurs de l'US Orléans, marquant 6 buts en 16 matchs de championnat. 
Il est ensuite transféré au Brest Armorique FC ; de 1982 à 1985, il joue 40 matchs de première division, marquant une seule fois. Alors que son contrat est de quatre ans, il résilie son contrat au bout de trois ans pour s'occuper de sa famille (trois garçons dont Larsen Touré, footballeur de haut niveau, et trois filles).